# Craterul Kursk
Craterul Kursk este un crater de impact în Rusia.

## Date generale
Acesta are 6 km în diametru și vârsta este estimată a fi de 250 ± 80 de milioane de ani (permianul târziu sau triasicul timpuriu). Craterul nu este expus la suprafață.